# عزلة القفلة (عمران)

تعديل مصدري - تعديل

عزلة القفلة هي إحدى عزل مديرية قفلة عذر في محافظة عمران اليمنية ويبلغ تعداد سكانها 9122 نسمة حسب التعداد السكاني في اليمن لعام 2004.

## روابط خارجية
- الجهاز المركزي للإحصاء بالجمهورية اليمنية
- المركز الوطني للمعلومات باليمن
- World Gazetteer:Yemen
- الدليل الشامل